# توني ستيفنز
توني ستيفنز (بالإنجليزية: Tony Stevens)‏ هو موسيقي وعازف قيثارة بريطاني، ولد في 12 سبتمبر 1949 في لندن في المملكة المتحدة.

## وصلات خارجية
- توني ستيفنز على موقع ميوزك برينز (الإنجليزية)
- توني ستيفنز على موقع ديسكوغز (الإنجليزية)